# Otho
Marcus Salvius Otho (Ferentinum, 28 april 32 - Brixellum, 17 april 69) was een Romeins keizer van 15 januari tot 17 april van het jaar 69. Hij werd de eerste Romeinse keizer die dit ambt wist te bemachtigen door zijn voorganger openlijk te vermoorden.
In de jaren 50 was hij bevriend met Nero en pochte over de bijzondere charmes van zijn vrouw Poppaea Sabina. Dat had echter meer effect dan voorzien. Nero verwijderde Otho in 58 uit Rome door hem tot gouverneur van Lusitania (Portugal) te benoemen en Poppaea bleef achter. Nero nam haar als maîtresse, later als tweede vrouw. In 65 schopte Nero haar echter dood.
Otho was nog steeds in Lusitania toen in 68 de opstand tegen Nero uitbrak. Door de gebeurtenissen met zijn ex-vrouw was hij verbitterd tegen Nero geworden en spande samen met de opstandige Galba, gouverneur in het aangrenzende Hispania Tarraconensis (Zuid Spanje). Hij zag in zijn alliantie met Galba bovendien een grote kans keizer te worden. Hij nam aan dat Galba, eenmaal keizer, hem zeker als opvolger zou adopteren en gezien de leeftijd van de 70-jarige Galba, zou Otho waarschijnlijk niet zo heel lang op het keizerschap hoeven wachten.

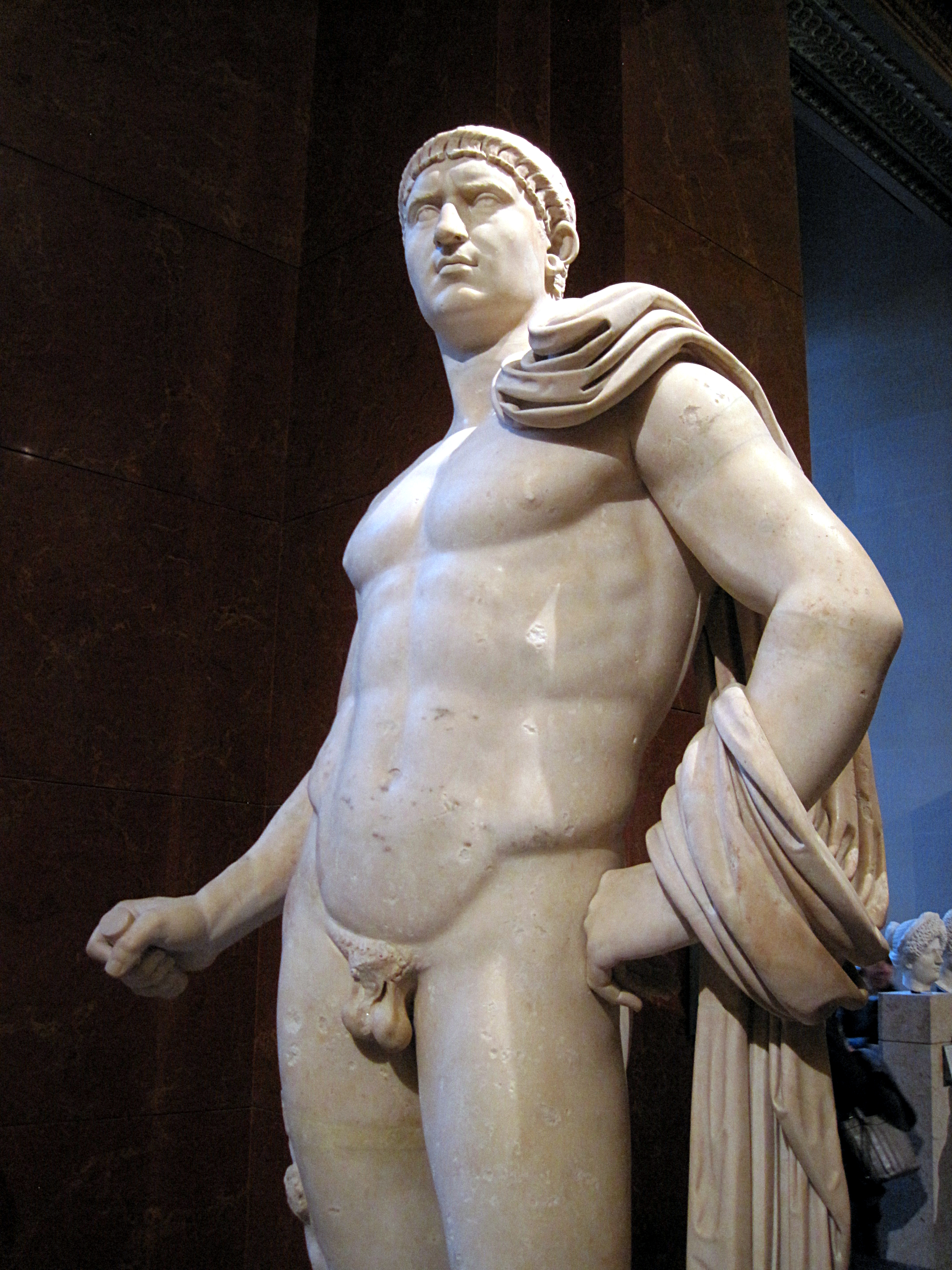
Standbeeld van keizer Othon in het Louvre museum in Parijs.

De opstand culmineerde in Nero's zelfmoord op 9 juni 68 en Galba werd keizer. Op 1 januari 69 echter, kwamen de legioenen onder het commando van Vitellius in opstand en begonnen naar Rome op te rukken. Dit nieuws bereikte Rome ruim een week later en Galba benoemde haastig Piso tot zijn opvolger. Otho voelde zich zo gepasseerd dat hij besloot een coup te plegen en Galba te laten vermoorden. Hij kocht diezelfde week, voor grote geldbedragen, de twaalf sleutelfiguren van de pretoriaanse garde om en op 15 januari werd Galba door zijn eigen lijfwacht vermoord. Het werd een bloedbad waarbij ook Piso en talloze andere mensen, zowel aanhangers als onschuldige burgers, vermoord werden. Te midden van alle verwarring en angst voor de oprukkende opstandige legers, had de Senaat weinig andere keus dan Otho als de nieuwe keizer te erkennen.
Otho won de steun van de legers in Africa en in het oosten door bonussen en hervormingen. Ondanks de grote overmacht van al deze legers werd Otho toch zeer ernstig bedreigd door de troepenmacht van Vitellius. Immers, Otho's legers bevonden zich voornamelijk in Africa, Egypte, aan de Eufraat en de Donau en zouden niet op tijd arriveren om de zeven opstandige legioenen tegen te houden. Deze konden het makkelijk opnemen tegen het ene legioen dat Otho in Rome had. Daar werd naarstig gezocht naar versterkingen. Drie legioenen uit de Balkan haastten zich naar Rome maar zouden waarschijnlijk niet op tijd kunnen komen. In paniek werden legers geïmproviseerd en er werden zelfs 2000 gladiatoren ingezet.
Na een aantal schermutselingen vond de grote slag tussen de troepen van Vitellius en die van Otho plaats op 14 april 69. Deze slag staat bekend als de Eerste Slag bij Bedriacum. Otho's onervaren legers werden in de pan gehakt en ongeveer 40.000 soldaten sneuvelden. Toen Otho de omvang van de nederlaag zag, was hij zo aangeslagen dat hij besloot zich het leven te benemen om verder bloedvergieten te voorkomen. Zelfs het nieuws dat een aantal van zijn legioenen reeds in aantocht waren, konden hem niet meer op andere gedachten brengen. Op 17 april pleegde hij zelfmoord.